# Allium variegatum
Allium variegatum är en amaryllisväxtart som beskrevs av Pierre Edmond Boissier. Allium variegatum ingår i släktet lökar, och familjen amaryllisväxter. Inga underarter finns listade i Catalogue of Life.